# Hockey Club Asiago 1999-2000
Questa pagina contiene i dati relativi alla stagione hockeystica 1999-2000 della società di hockey su ghiaccio HC Asiago.

## Campionato
- Piazzamento: 2° in serie A1 (perde la finale scudetto col Bolzano).

## Roster

### Portieri
- Gianfranco Basso
- Jean Baptiste Dell'Olio
- Nicola Lobbia

### Difensori
- Giovanni Marchetti
- Leo Insam
- Michele Strazzabosco
- Marco Mosele
- Gianluca Schivo
- Valentino Vellar
- Fabio Rigoni

### Attaccanti
- Giovanni Dal Sasso
- Stefano Magnabosco
- Franco Vellar
- Sergio Rigoni
- Michael Corradin
- Maurizio Schivo
- Cristiano Sartori
- Andrea Rodeghiero
- Luca Roffo
- Stefano Frigo
- Riccardo Mosele
- Luca Rigoni
- Giampiero Longhini
- Lucio Topatigh
- Alex Galtcheniouk
- Giorgio De Bettin

### Allenatore
- Pat Cortina